# Nationale front for befrielsen af Sydvietnam
Den nationale front for befrielsen af Sydvietnam (FNL), (vietnamesisk: Mặt trận Dân tộc Giải phóng miền Nam Việt Nam) eller Front National de Liberté (FNL), var en partisanhær der bekæmpede de amerikanske og sydvietnamesiske styrker under Vietnamkrigen. FNL var også kendt under betegnelsen Viet Cong (vietnamesisk: Việt Cộng). FNL blev grundlagt, udstyret og bemandet af både sydvietnamesere og nordvietnamesere i enheder, der var trænet og koordideret under FNLs ledelse i samarbejde med den nordvietnamesiske hær.
Navnet Viet Cong kommer fra den vietnamesiske betegnelse for en vietnamesisk kommunist, Việt Nam Cộng Sản. Betegnelsen blev brugt af den sydvietnamesiske regering samt af amerikanske og europæiske medier. De amerikanske tropper kaldte typisk medlemmer af Viet Cong for VC eller Charlie, fra NATO's fonetiske alfabets ord for VC, Victor Charlie. Blandt vietnamesere blev den hidtidige betegnelse for frihedsbevægelsen Viet Minh fortsat anvendt som overordnet betegnelse for kampen mod USA (skønt den egentlige organisation med betegnelsen Viet Minh rent faktisk blev opløst efter Frankrigs kapitulation i 1954).
FNL blev organiseret i 1960, efter ordre fra det nordvietnamesiske kommunistparti Lao Dong. FNL var underlagt Lao Dong gennem hele Vietnamkrigen. Efterhånden som krigen med amerikanerne skred frem, blev staben og officererne i FNL i højere grad udgjort af nordvietnamesere.
Under Vietnamkrigen blev det fra amerikansk side ofte påpeget at FNL-soldater gik klædt som civile, hvilket gjorde det vanskeligt at afgøre, hvem der var aktiv i den væbnede kamp og hvem der var civile i konflikten. Den officielle procedure var imidlertid, at alle FNL-soldater, uanset om var i uniform eller ej, skulle behandles som krigsfanger i henhold til Genévekonventionen. I realiteten blev mange henrettet på stedet, og mange civile blev dræbt fordi de blev mistænkt for at være FNL-soldater.